# Episodi di Gintama
Questa è la lista degli episodi della serie televisiva anime basata sul manga Gintama, scritto e disegnato da Hideaki Sorachi e serializzato su Weekly Shōnen Jump dal 2003 al 2018. La storia è incentrata sulle vicende di un eccentrico samurai, Gintoki Sakata, del suo apprendista Shinpachi Shimura e di una ragazza aliena di nome Kagura. I tre sono freelancer sempre in cerca di un lavoro per potersi pagare l'affitto mensile, ma di solito questo resta non saldato.
La prima stagione, che mantiene il titolo del fumetto originale, è stata prodotta dallo studio Sunrise. I primi 99 episodi sono stati diretti da Shinji Takamatsu, mentre gli episodi dal 100 al 105 da Takamatsu e Yoichi Fujita. Gli episodi seguenti invece sono stati diretti soltanto da Fujita. L'anime è stato trasmesso per la prima volta in Giappone su TV Tokyo dal 4 aprile 2006 al 25 marzo 2010, per un totale di 201 episodi. La stagione è stata suddivisa a sua volta in quattro stagioni corrispondenti agli anni di trasmissione e utilizzate da Aniplex per la pubblicazione per il mercato home video nipponico.
Alla prima stagione sono seguite altre tre stagioni, anch'esse prodotte dallo studio Sunrise. La seconda stagione, denominata Gintama' (銀魂’?), è composta da 51 episodi, ai quali sono seguiti altri 13 episodi extra, trasmessi con il titolo Gintama' - Enchōsen (銀魂' 延長戦? lett. "Gintama - Extrainning"). I primi quattro episodi di questi extra sono stati trasmessi con la denominazione Kintama (金魂? "Anima d'oro") e tutti e 13 sono andati in onda alternati alle repliche intitolate Yorinuki Gintama-san (vedere la relativa sezione). La terza stagione dal titolo Gintama° (銀魂°?) è stata trasmessa per 51 episodi. Una quarta stagione da 12 episodi e intitolata Gintama. (銀魂.?) è stata trasmessa da gennaio a marzo 2017.
I diritti per la distribuzione di un'edizione italiana dell'anime sono stati acquistati da Dynit, che ha pubblicato per il mercato home video italiano soltanto i primi 49 episodi della prima stagione, separandoli in due sottostagioni. La prima, intitolata Gintama - Season 1 e composta dai primi 24 episodi, è stata trasmessa da MTV Italia dal 4 dicembre 2007 al 13 maggio 2008 con doppiaggio censurato per coprire il turpiloquio, per poi essere raccolta in 7 DVD dal 13 febbraio al 27 agosto 2008 con il doppiaggio integrale. La seconda, intitolata Gintama - Season 2 e composta dai restanti 25 episodi, è stata pubblicata direttamente in 7 DVD dal 29 ottobre 2008 al 22 aprile 2009, senza essere trasmessa su MTV Italia. Entrambe le stagioni sono state pubblicate in streaming sulla piattaforma PopCorn TV nel 2012 con doppiaggio incensurato e la seconda stagione è stata trasmessa per la prima volta in TV dal 17 ottobre al 10 novembre 2013 su Ka-Boom con lo stesso doppiaggio ma con dei "bip" per coprire il turpiloquio.
Durante il Lucca Comics & Games del 2022, Dynit ha annunciato che avrebbe continuato il doppiaggio della serie da dove si era fermata insieme ai film, con un cast nuovo di doppiatori, su Amazon Prime Video a partire dal 17 febbraio 2023.

## Lista episodi
| Nº | Titolo Giapponese 「Kanji」 - Rōmaji                                                  | Episodi | Trasmissione | Trasmissione                         | Pubblicazione                   |
| Nº | Titolo Giapponese 「Kanji」 - Rōmaji                                                  | Episodi | Giappone     | Italia                               | Italia                          |
| 1  | Gintama (primo anno) 「銀魂(1年目)」                                                  | 1-49    | 2006-2007    | 2007-2013 (TV) 2012-2023 (streaming) | 13 febbraio 2008 22 aprile 2009 |
| 1  | Gintama (secondo anno) 「銀魂(2年目)」                                                | 50-99   | 2007-2008    | 2023                                 | -                               |
| 1  | Gintama (terzo anno) 「銀魂(3年目)」                                                  | 100-150 | 2008-2009    | 2023                                 | -                               |
| 1  | Gintama (quarto anno) 「銀魂(4年目)」                                                 | 151-201 | 2009-2010    | 2023                                 | -                               |
| 2  | Gintama' 「銀魂’」 - Gintama'                                                         | 202-252 | 2011-2012    | 2023                                 | -                               |
| 2  | Gintama' - Enchōsen 「銀魂' 延長戦」 - Gintama' - Enchōsen – "Gintama' - Extrainning" | 253-265 | 2012-2013    | 2023                                 | -                               |
| 3  | Gintama° 「銀魂°」 - Gintama° – "Gintama°"                                            | 266-316 | 2015-2016    | 2023                                 | -                               |
| 4  | Gintama. 「銀魂.」 - Gintama. – "Gintama."                                            | 317-367 | 2017-2018    | 2023                                 | -                               |